# Брик Дмитро Юрійович
Дмитро́ Ю́рійович Бри́к (1983—2014) — молодший сержант Збройних сил України, учасник російсько-української війни.

## З життєпису
Народився 1993 року в селі Старий Чорторийськ (Маневицький район, Волинська область). Виростав з іше двома сестрами-трійнятами та старшими Іванком й Іринкою. Закінчив старочорторийську школу; пройшов строкову службу. Після армійської служби пішов здобувати професію водія у Колківському ВПУ.
У часі війни мобілізований, командир мінометного розрахунку, 51-а окрема механізована бригада.
В ніч на 25 серпня 2014-го загинув у бою за Іловайськ під Кутейниковим. Тоді 3-й батальйон бригади був оточений російсько-терористичними силами біля Березного — Оленівки, та перебував під постійним артобстрілом.
Похований в Старому Чорторийську 1 вересня 2014-го.
Без сина лишились батьки Юрій Миколайович і Руслана Василівна, брат, троє сестер.

## Нагороди та вшанування
За особисту мужність і героїзм, виявлені у захисті державного суверенітету та територіальної цілісності України, вірність військовій присязі під час російсько-української війни
- нагороджений орденом «За мужність» III ступеня (4.6.2015, посмертно)
- Його портрет розміщений на меморіалі «Стіна пам'яті полеглих за Україну» у Києві: секція 3, ряд 9, місце 4
- Вшановується 25 серпня на щоденному ранковому церемоніалі вшанування українських захисників, які загинули цього дня у різні роки внаслідок російської збройної агресії[2]